# Шор, Энтони
Энтони Аллен Шор (25 июня 1962 года — 18 января 2018 года) — американский серийный убийца. Получил прозвище «Жгут» и «Артериальный убийца» за особо жестокий способ удушения своих жертв при помощи лигатуры.

## Биография
Шор женился на Джине Линн Уорли в 1983 году; у них было две дочери, позднее супруги развелись. Он женился на Эми Линч в 1997 году, однако и этот брак распался, после того, как жена обвинила его в жестоком обращении.
Первой известной жертвой Шора стала 14-летняя Лори Трамбле, которая была убита 26 сентября 1986 года. Она шла в школу, когда на неё напали. После попытки изнасилования, Шор задушил её и выбросил за мексиканским рестораном. После этого Шор до 1995 года убил как минимум ещё 3 человек.
Шор был арестован в 2003 году. Защитники Шора в суде утверждали, что в детстве он перенес травму головного мозга, которую не учла сторона обвинения. Сам Шор на суде рассказывал про голоса в своей голове, которые толкали его на убийства. Несмотря на попытки оправдаться, в своём последнем слове Шор попросил прощения за свои преступления и сказал: «Никакое количество извинений не отменит то, что я сделал. Я хотел бы изменить прошлое, но что есть, то есть». Все последующие ходатайства о помиловании Энтони Шора были отклонены.
Шор был казнен путем смертельной инъекции 18 января 2018 года, его последними словами были: «Ой-е-е! Я чувствую это». Он стал первым человеком, казненным в США в 2018 году.